# Nagidusa exura
Nagidusa exura är en fjärilsart som beskrevs av Druce 1901. Nagidusa exura ingår i släktet Nagidusa och familjen tandspinnare. Inga underarter finns listade i Catalogue of Life.